# Bernardo Moreno de Pedrajas
Bernardo Moreno de Pedrajas Ruiz (Villanueva de Córdoba, España, 11 de marzo de 1745 - ibídem, 6 de octubre de 1818) fue un sacerdote e insigne benefactor de su pueblo natal.

## Biografía
Nació en Villanueva de Córdoba el día 11 de marzo del año 1745 y fueron sus padres Bernardo Moreno de Pedrajas, familiar del Santo Oficio en la localidad, y Marina Ruiz Moreno, pertenecientes a familias distinguidas de la localidad. Ambos progenitores dieron a su hijo una educación cristiana, inculcándole valores piadosos.
Ya en su infancia demostró poseer gran inteligencia, así como sentimientos piadosos. Su aplicación al estudio, su natural bondadoso y su trato afable le granjearon el aprecio de sus vecinos e hicieron concebir a sus padres esperanzas sobre el porvenir del niño, que se distinguía entre los demás por su talento y nobles acciones. Mostró también desde pequeño afición a la carrera sacerdotal y le gustaba mucho asistir a los actos religiosos y ayudaba en misa constantemente a su tío, el sacerdote Bernardo Moreno, que fue quien lo bautizó, y por ello, sus padres, al ver que tenía vocación para el sacerdocio, dispusieron que ingresase en el Seminario San Pelagio de Córdoba, en octubre de 1761, cuando contaba 16 años de edad.
Allí estuvo cuatro años, manteniendo una excelente conducta y siendo muy apreciado por sus profesores y por el obispo de la diócesis, Martín de Barcia. En diciembre de 1765 abandonó el Seminario de San Pelagio y se matriculó en el seminario de Sigüenza, donde permaneció cuatro años, estudiando Filosofía y Letras. Después regresó a Córdoba, donde terminó los estudios de la carrera sacerdotal con singular aprovechamiento, según consta en una nota colocada en el libro-registro donde fue inscrito al reingresar en el seminario. Terminada la carrera de un modo tan sobresaliente, fue nombrado pasante del seminario, hasta que en 1773 se le concedió el cargo de cura rector de la iglesia de Santiago, por haber obtenido la calificación más elevada en las oposiciones. También hizo oposición a la beca del colegio de San Antonio de Sigüenza, cuyo patronato ostentaba el Cabildo de Córdoba, obteniendo un triunfo, lo que evidencia la ilustración e inteligencia del sacerdote cordobés, cuya principal aspiración era ejercer su sagrado ministerio entre sus propios vecinos.
En 1773 fue designado cura rector de Villanueva de Córdoba y cuatro años después fue nombrado vicario de la localidad, cargo que ejerció hasta su muerte. Durante los cuarenta y cinco años en los que estuvo al frente de la Iglesia de San Miguel Arcángel fue un modelo de sacerdotes y todos sus feligreses le estimaban. Contribuía también a ello su generosidad desinteresada. Durante su estancia en Villanueva de Córdoba, procuró suavizar y hacer desaparecer las disputas que se habían iniciado en 1773 en el seno de la Hermandad de la Virgen de Luna, del mismo modo que procuró fomentar el desarrollo de otras cofradías de la localidad, tales como la Cofradía de Nuestra Señora del Rosario, la de San Sebastián, la de San José, la de San Isidro, la de San Gregorio, la del Ángel de la Guarda, la de Ánimas, la de la Aurora, la de la Caridad, así como algunas otras, todas ellas desaparecidas en la actualidad.
Una de sus mayores preocupaciones fue la de sostener e intensificar la Hermandad conocida como la Santa Escuela de Cristo, que fue fundada y autorizada para toda la provincia de Córdoba por el obispo de Córdoba en 1677. La Santa Escuela de Cristo existió en Villanueva de Córdoba hasta bien entrado el siglo XX. Estaba compuesta por doce miembros, en memoria de los Doce Apóstoles, y celebraban sus cultos en la Ermita de Jesús de Villanueva de Córdoba, que estaba situada en la Calle Real. Los hermanos, como penitencia por sus culpas se disciplinaban o azotaban.
Habiendo ordenado el gobierno del país en diferentes ocasiones que los ayuntamientos construyesen cementerios en las afueras de las poblaciones, y habiendo sido ignoradas tales órdenes en Villanueva de Córdoba, en la que aún continuaba enterrándose a la gente en los templos o en sus alrededores, construyó a sus expensas el Cementerio de San Gregorio en 1813, y la ermita de San Gregorio de la localidad sirvió como capilla del nuevo cementerio. Dicho cementerio fue clausurado en 1906, reinando Alfonso XIII, cuando fue inaugurado el actual, ubicado en otra parte de la población.

El 27 de agosto de 1817, a los 72 años y hallándose enfermo, otorgó testamento, en el que entre otras muchas disposiciones, ordenaba que sus albaceas fundasen un hospital en su municipio natal para atender a los enfermos de la población, el cual debía regirse por la misma regla por la que se regía uno similar establecido en la cercana villa de Pozoblanco. Para contribuir al mantenimiento del hospital dejaba todas sus fincas, detalladas en su testamento.

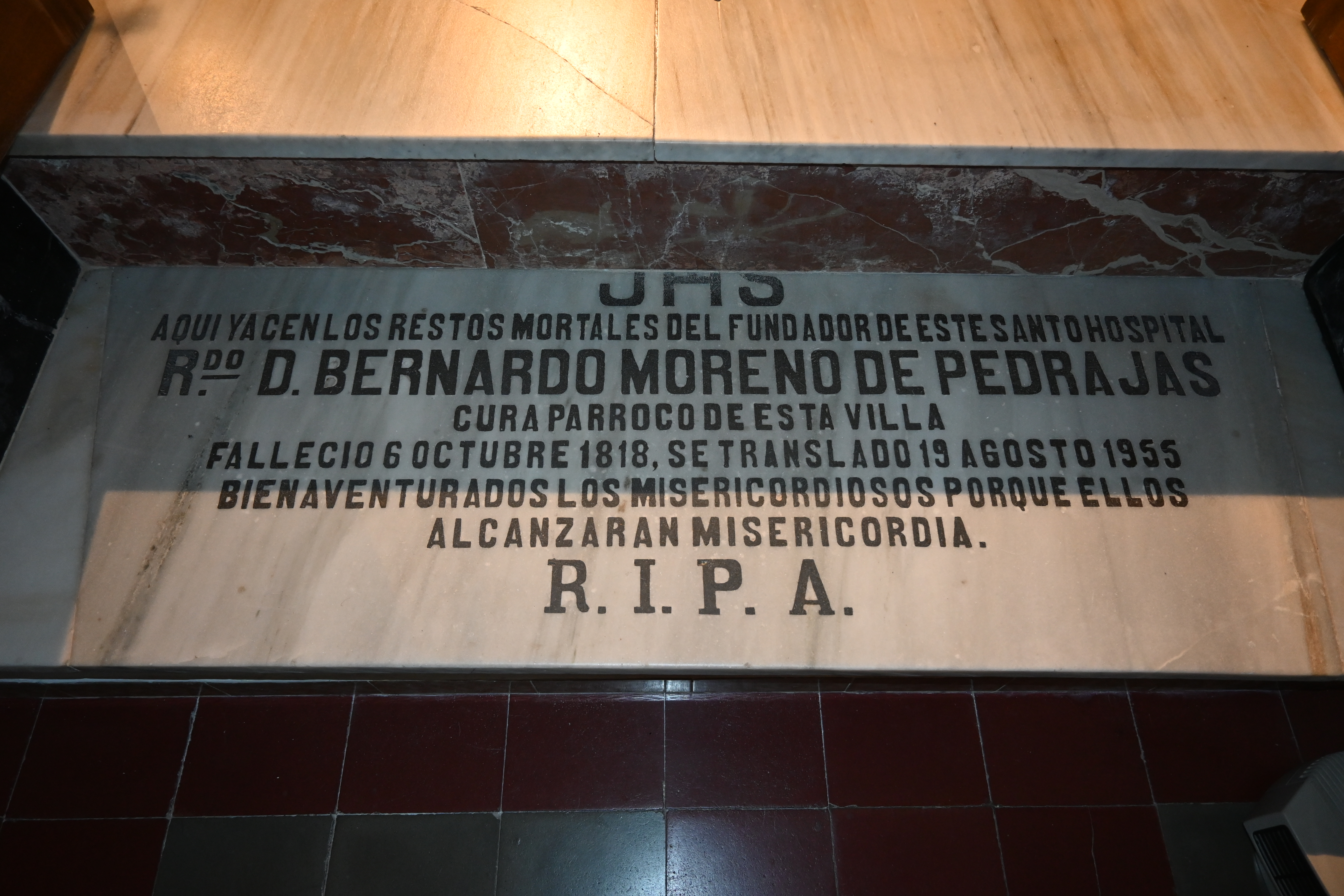
Tumba del sacerdote Bernardo Moreno de Pedrajas.

Aún conservaría la vida durante otro año y al fin murió en Villanueva de Córdoba el día 6 de octubre de 1818, siendo enterrado en el cementerio que él había ordenado construir. Según recoge Juan Ocaña Prados en su obra "Historia de la villa de Villanueva de Córdoba", publicada en 1911:

Su muerte fue muy sentida y a su entierro acudió todo el vecindario, dando muestras de gran sentimiento, siendo sepultado su cadáver, según lo dispuso, en el cementerio construido a sus expensas cinco años antes, a la entrada de la capilla o ermita de San Gregorio. Una lápida negra que allí existe y cuya inscripción está muy borrosa, cubre el sepulcro donde reposan sus restos mortales.

Posteriormente, en 1906, fue clausurado el cementerio de San Gregorio de la localidad, y en 1955, al iniciarse la extracción de todos los cadáveres depositados en él, y siendo párroco de la Iglesia de San Miguel Arcángel Marcial Rodríguez Urbano, se trasladaron sus restos mortales (depositados en una pequeña caja de madera) al Hospital de Jesús Nazareno de Villanueva de Córdoba, donde aún permanecen, cubiertos bajo una lápida de mármol en la que se colocó la siguiente inscirpción:

J. H. S. Aquí yacen los restos mortales del Fundador de este Santo Hospital Rvdo. D. Bernardo Moreno de Pedrajas, Cura Párroco de esta villa. Falleció: 6 de octubre 1818. -Se trasladó: 19 de agosto 1955. -Bienaventurados los misericordiosos porque ellos alcanzarán misericordia. -R. I. P. A.